# Mycetophila forattinii
Mycetophila forattinii är en tvåvingeart som beskrevs av Lane 1955. Mycetophila forattinii ingår i släktet Mycetophila och familjen svampmyggor. Inga underarter finns listade i Catalogue of Life.